# Драко Мелфой
Драко Мелфой (англ. Draco Malfoy) — вигаданий персонаж серії романів про Гаррі Поттера. Шкільний ворог Гаррі Поттера в Гоґвортсі. З'являється в одній з перших глав першої книги, відіграє важливу роль у всій епопеї.

## Родовід
|  |                        |  |  |  |  |  |  |  |  |  |  |  |  |  |  |  |
|  | невідомий чоловік      |  |  |  |  |  |  |  |  |  |  |  |  |  |  |  |
|  |                        |  |  |  |  |  |  |  |  |  |  |  |  |  |  |  |
|  |                        |  |  |  |  |  |  |  |  |  |  |  |  |  |  |  |
|  | Місье Мелфой           |  |  |  |  |  |  |  |  |  |  |  |  |  |  |  |
|  |                        |  |  |  |  |  |  |  |  |  |  |  |  |  |  |  |
|  |                        |  |  |  |  |  |  |  |  |  |  |  |  |  |  |  |
|  | невідома жінка         |  |  |  |  |  |  |  |  |  |  |  |  |  |  |  |
|  |                        |  |  |  |  |  |  |  |  |  |  |  |  |  |  |  |
|  |                        |  |  |  |  |  |  |  |  |  |  |  |  |  |  |  |
|  | Абраксас Мелфой        |  |  |  |  |  |  |  |  |  |  |  |  |  |  |  |
|  |                        |  |  |  |  |  |  |  |  |  |  |  |  |  |  |  |
|  |                        |  |  |  |  |  |  |  |  |  |  |  |  |  |  |  |
|  | невідомий чоловік      |  |  |  |  |  |  |  |  |  |  |  |  |  |  |  |
|  |                        |  |  |  |  |  |  |  |  |  |  |  |  |  |  |  |
|  |                        |  |  |  |  |  |  |  |  |  |  |  |  |  |  |  |
|  | Мадам Мелфой           |  |  |  |  |  |  |  |  |  |  |  |  |  |  |  |
|  |                        |  |  |  |  |  |  |  |  |  |  |  |  |  |  |  |
|  |                        |  |  |  |  |  |  |  |  |  |  |  |  |  |  |  |
|  | невідома жінка         |  |  |  |  |  |  |  |  |  |  |  |  |  |  |  |
|  |                        |  |  |  |  |  |  |  |  |  |  |  |  |  |  |  |
|  |                        |  |  |  |  |  |  |  |  |  |  |  |  |  |  |  |
|  | Луціус Абраксас Мелфой |  |  |  |  |  |  |  |  |  |  |  |  |  |  |  |
|  |                        |  |  |  |  |  |  |  |  |  |  |  |  |  |  |  |
|  |                        |  |  |  |  |  |  |  |  |  |  |  |  |  |  |  |
|  | невідомий чоловік      |  |  |  |  |  |  |  |  |  |  |  |  |  |  |  |
|  |                        |  |  |  |  |  |  |  |  |  |  |  |  |  |  |  |
|  |                        |  |  |  |  |  |  |  |  |  |  |  |  |  |  |  |
|  | невідомий чоловік      |  |  |  |  |  |  |  |  |  |  |  |  |  |  |  |
|  |                        |  |  |  |  |  |  |  |  |  |  |  |  |  |  |  |
|  |                        |  |  |  |  |  |  |  |  |  |  |  |  |  |  |  |
|  | невідома жінка         |  |  |  |  |  |  |  |  |  |  |  |  |  |  |  |
|  |                        |  |  |  |  |  |  |  |  |  |  |  |  |  |  |  |
|  |                        |  |  |  |  |  |  |  |  |  |  |  |  |  |  |  |
|  | Мадам Мелфой           |  |  |  |  |  |  |  |  |  |  |  |  |  |  |  |
|  |                        |  |  |  |  |  |  |  |  |  |  |  |  |  |  |  |
|  |                        |  |  |  |  |  |  |  |  |  |  |  |  |  |  |  |
|  | невідомий чоловік      |  |  |  |  |  |  |  |  |  |  |  |  |  |  |  |
|  |                        |  |  |  |  |  |  |  |  |  |  |  |  |  |  |  |
|  |                        |  |  |  |  |  |  |  |  |  |  |  |  |  |  |  |
|  | невідома жінка         |  |  |  |  |  |  |  |  |  |  |  |  |  |  |  |
|  |                        |  |  |  |  |  |  |  |  |  |  |  |  |  |  |  |
|  |                        |  |  |  |  |  |  |  |  |  |  |  |  |  |  |  |
|  | невідома жінка         |  |  |  |  |  |  |  |  |  |  |  |  |  |  |  |
|  |                        |  |  |  |  |  |  |  |  |  |  |  |  |  |  |  |
|  |                        |  |  |  |  |  |  |  |  |  |  |  |  |  |  |  |
|  | Драко Луціус Мелфой    |  |  |  |  |  |  |  |  |  |  |  |  |  |  |  |
|  |                        |  |  |  |  |  |  |  |  |  |  |  |  |  |  |  |
|  |                        |  |  |  |  |  |  |  |  |  |  |  |  |  |  |  |
|  | Кіґнус Блек            |  |  |  |  |  |  |  |  |  |  |  |  |  |  |  |
|  |                        |  |  |  |  |  |  |  |  |  |  |  |  |  |  |  |
|  |                        |  |  |  |  |  |  |  |  |  |  |  |  |  |  |  |
|  | Поллукс Блек           |  |  |  |  |  |  |  |  |  |  |  |  |  |  |  |
|  |                        |  |  |  |  |  |  |  |  |  |  |  |  |  |  |  |
|  |                        |  |  |  |  |  |  |  |  |  |  |  |  |  |  |  |
|  | Віолетта Буллстроуд    |  |  |  |  |  |  |  |  |  |  |  |  |  |  |  |
|  |                        |  |  |  |  |  |  |  |  |  |  |  |  |  |  |  |
|  |                        |  |  |  |  |  |  |  |  |  |  |  |  |  |  |  |
|  | Кіґнус Блек            |  |  |  |  |  |  |  |  |  |  |  |  |  |  |  |
|  |                        |  |  |  |  |  |  |  |  |  |  |  |  |  |  |  |
|  |                        |  |  |  |  |  |  |  |  |  |  |  |  |  |  |  |
|  | Ірма Кребб             |  |  |  |  |  |  |  |  |  |  |  |  |  |  |  |
|  |                        |  |  |  |  |  |  |  |  |  |  |  |  |  |  |  |
|  |                        |  |  |  |  |  |  |  |  |  |  |  |  |  |  |  |
|  | Нарцисса Блек          |  |  |  |  |  |  |  |  |  |  |  |  |  |  |  |
|  |                        |  |  |  |  |  |  |  |  |  |  |  |  |  |  |  |
|  |                        |  |  |  |  |  |  |  |  |  |  |  |  |  |  |  |
|  | Місьє Розьє            |  |  |  |  |  |  |  |  |  |  |  |  |  |  |  |
|  |                        |  |  |  |  |  |  |  |  |  |  |  |  |  |  |  |
|  |                        |  |  |  |  |  |  |  |  |  |  |  |  |  |  |  |
|  | Друелла Розьє          |  |  |  |  |  |  |  |  |  |  |  |  |  |  |  |
|  |                        |  |  |  |  |  |  |  |  |  |  |  |  |  |  |  |
|  |                        |  |  |  |  |  |  |  |  |  |  |  |  |  |  |  |
|  | Мадам Розьє            |  |  |  |  |  |  |  |  |  |  |  |  |  |  |  |
|  |                        |  |  |  |  |  |  |  |  |  |  |  |  |  |  |  |
|  |                        |  |  |  |  |  |  |  |  |  |  |  |  |  |  |  |

## Біографія

### Гаррі Поттер і Філософський Камінь
Драко Мелфой вперше з'являється у першій книзі, коли Гаррі Поттер на алеї Діаґон купує собі мантію. Він описується як 
|  | ...хлопчик із блідим загостреним лицем. |

 Мелфой першим починає говорити із Гаррі — говорить повільно й занудно. Відразу ж висловлює точку зору, яка підтримується всім родом Мелфоїв — маґлородцям не можна довіряти. Частково через те, що Драко зухвало ставився до товариша Гаррі — Геґріда, частково через те, що сам Гаррі тільки-но дізнався про існування чарівників, тому не мав що відповідати Драко на його питання, дружба між хлопцями не зав'язалася. Пояснюється це тим, що Гаррі Поттеру Драко Мелфой нагадував Дадлі Дурслі, з яким у нього на той час були напружені стосунки, а відповідно Дадлі навічно привив Гаррі відразу до такого типу людей, який на той час був у Драко Мелфоя.
Пізніше зустрічаємо Драко у потязі Гоґвортський  експрес. Його товариші — Креб і Ґойл — кремезні хлопці, що стояли обабіч Мелфоя, охороняючи його.
Після того, як Рона насмішило ім'я Мелфоя, він почав глузувати над його родиною — «Візлі мають більше дітей, ніж можуть прогодувати».
Далі Драко порадив Гаррі заводити лише вигідні знайомства, бо якщо він не буде обережним, то закінчить так само, як його батьки. Мелфой запропонував йому в цьому допомогу. Проте Гаррі відповів, що розбереться без його допомоги.
Отже, надалі дружба між Поттером та Мелфоєм стала неможливою через те, що Гаррі товаришував із тими, кого родина Мелфоїв вважали недостойними звання чаклунів — маґлонародженими та тими, хто захищав їх.
Як і слід було очікувати, Драко потрапив до гуртожитку Слизерина, чим був задоволений.
Авторка показує Драко як найхарактернішого представника Слизерину. Він радіє успіхам гуртожитку і засмучується, коли першість дістається іншим. Глузує над іншими.
Головним авторитетом для Мелфоя в школі є Северус Снейп. Він схвально ставився до професора, ймовірно, через те, що той також перебував у рядах смертежерів, а отже радів тому, що Снейп був вихователем його гуртожитку. Також це пояснюється особистими дружніми відносинами батька Драко - Луціуса Мелфоя і Северуса Снейпа. Снейп також завжди прагнув лідерства для Слизерину, тому радо карав ґрифіндорців і представників інших гуртожитків, закриваючи очі на порушення слизеринців.
Також не слід забувати, що Мелфой завжди корився авторитетові Дамблдора.
Драко не боявся порушувати правила, знаючи, що для нього зроблять виняток, але йшов тільки на виважений ризик.
Драко вважав себе гарним гравцем у квідич. Він багато говорив про польоти і обурювався через те, що першокурсників не приймають у збірні з квідичу.
Наступний конфлікт між Драко та Гаррі виник через те, що Мелфой забрав у Невіла Лонґботома його Нагадайка. Поттер став захищати Невіла.
Тоді, коли Гаррі повернув Невілові Нагадайка й у підсумку потрапив до квідичної команди (про що так мріяв Драко), між хлопцями почалася низка мовчазних змагань — вони всіляко намагалися нашкодити один одному, вважали себе найлютішими ворогами.
Драко запросив Гаррі на опівнічну дуель в трофейному залі, сподіваючись, що там його спіймає завгосп школи Філч, після чого Поттера виженуть зі школи. Проте Гаррі вдалося втекти.
Мелфой намагається постійно слідкувати за Гаррі та його друзями, щоб мати змогу розповісти вчителям про порушення з їхнього боку або глузувати над їхніми невдачами.

### «Гаррі Поттер і таємна кімната»
На початку книги Драко разом із батьком завітав до крамниці «Борджин і Беркс» на алеї Ноктерн. Йому соромно перед батьком за те, що він не є найкращим учнем Гоґвортсу.
На другому курсі навчання в школі Драко призначили ловцем команди з квідичу, тож, тепер вони змагалися із Поттером ще й на полі з квідичу. Проте ворожба із Поттером заважає Мелфоєві проявити свої спортивні таланти — він більше зайнятий тим, щоб кепкувати над Гаррі, аніж виконувати свої обов'язки ловця. У першій книзі авторка зауважувала, що Драко дуже вправно літав на мітлі, проте надалі вона не описує Мелфоя як гарного гравця.
Гаррі Поттер підозрює в усіх негараздах, що трапляються в його житті, своїх «ворогів» — професора Снейпа і Драко Мелфоя. Це заважає йому адекватно оцінювати ситуацію. Так, у другій книзі він підозрює, що Драко — нащадок Слизерина, який чинить напади на учнів Гоґвортсу. Шпигуючи за Драко, вони не помітили, що Таємну кімнату відкривала сестра Рона Візлі — Джіні.

### «Гаррі Поттер і в'язень Азкабану»
Драко глузує з того, що Поттер зомлів, коли зустрівся із дементором (хоча й сам поводився не надто сміливо).
Драко зухвало ставився до Геґріда, адже він був далекий від шляхетності чарівників, яких тільки і поважали Мелфої. Отож, він не довіряв його вчителюванні. Через це і виник інцидент із гіпогрифом. Намагаючись продемонструвати, що зможе впоратись із магічною істотою не гірше, ніж Гаррі Поттер, та не воліючи виконувати застереження Геґріда, Драко невірно повівся із Бакбиком, тому гіпогриф поранив йому руку. Після цього Драко поводився так, ніби героїчно постраждав від жахливої некерованої істоти. Звісно ж, він не визнавав своєї провини.
Всіляко використовував своє становище «хворого». Наприклад, коли слизеринській збірній з квідичу треба було змагатися із ґрифіндорцями під зливою та сильним вітром, Драко сказав, що не може грати через страшенний біль у руці, тому для Слизерину гру відклали.
Коли поєдинок таки відбувся, Драко ні на крок не відступав від Гаррі — готовий був навіть тримати Поттера за мітлу, щоб той не випередив його. Та Гаррі таки вдалося першим спіймати золотого снича.

### «Гаррі Поттер і келих вогню»
Драко з'являється на галявині біля лісу після кубку з квідича, коли всі чаклуни тікають від смертежерів. Він спокійно спостерігає за всім, що відбувається. На питання Гаррі Поттера, Рона Візлі та Герміони Ґрейнджер, чи є серед смертежерів його батько, Драко відповів, що якщо б і був — він не повідомив би їх про це. Також Мелфой застеріг, що такий самий інцидент скоро може загрожувати маґлонародженій Герміоні Ґрейнджер.
У Гоґвортсі суперечки між Драко та Гаррі продовжилися. Мелфой не збирався терпіти, доки Гаррі обзивав його матір, тому зробив змогу напасти на Поттера. Побачивши це, Аластор Муді (насправді це був Барті Кравч-Молодший) перетворив Мелфоя на тхора. Це для хлопця стало жахливою образою, тож надалі він намагався уникати Дикозора Муді.
Коли ім'я Поттера якимсь чином потрапило до келиха вогню, і той обрав його для участі в Тричаклунському турнірі, Мелфой був впевнений, що Гаррі загине під час складних завдань турніру. Також він належав до тих учнів, що не вважали Поттера справжнім представником Гоґвортсу на змаганні та носив значок «ПОТТЕР-СМЕРДОТТЕР».
На Різдвяному балі на Мелфої була «чорна оксамитова мантія з високим коміром». Його супутницею була Пенсі Паркінсон.

### «Гаррі Поттер і Орден Фенікса»
Драко став старостою школи від гуртожитку Слизерину. Зловживав наданою йому владою для глузування над Поттером та знущанням над першокурсниками.
Після матчу з квідичу Мелфой почав глузувати над родинами Візлі та Поттера. Після цього на нього напали Джордж та Гаррі.
Проте цього року навчання Драко міг робити в школі майже все, що йому забажається, адже інквізитором школи була назначена замісниця Міністра магії, Корнеліуса Фаджа, якого контролював батько Драко.
Драко дуже зрадів, коли Геґріду Долорес Амбридж призначила випробувальний термін.
Мелфой очолив інквізиторський загон, який допомагав Амбридж контролювати все, що відбувається в Гоґвортсі. Слідкував за зібраннями Дамблдорової Армії, що спричинило до чого, що зібрання припинилися, а Дамблдор вимушений був переховуватися від Міністерства.
Також викрив Гаррі та його товаришів, коли Поттер намагався вийти на зв'язок із Сіріусом Блеком через камін в кабінеті Амбридж.

### «Гаррі Поттер і Напівкровний Принц»
У цій частині образ Мелфоя розкривається найширше.
Зустрічаємо Драко разом із матір'ю на алеї Діаґон (у крамничці місіс Малкін).
Коли Волдеморт тимчасово втратив свого вірного і провідного смертежера — Луціус Мелфой перебував у Азкабані — він завербував до своїх лав меншого Мелфоя. Він наказав Драко вбити Албуса Дамблдора, погрожуючи вбити його і батьків. Звісно ж, Драко не міг самотужки пручатися Темному Лордові.
Також Драко потрібно було провести до Гоґвортсу смертежерів — а це було надзвичайно складно, адже будівлю охороняли аврори. Для цього він скористався щезальними шафами: одна з них була розташована в крамниці «Борджин і Беркс» на алеї Ноктерн, а друга — в кімнаті на вимогу в Гоґвортсі.
Гаррі, Рон та Герміона помітили Драко на алеї Ноктерн, проте не змогли дізнатися про його план.
Гаррі Поттер намагався шпигувати за Драко у потязі «Гоґвортс-експрес». Та Драко помітив це та спаралізував Поттера. Гаррі вдалося врятуватися тільки завдяки Луні Лавгуд, що перебувала неподалік.
Спочатку Драко спробував вбити Дамблдора за допомогою намиста із крамниці «Борджин і Беркс». Він передав його Кеті Бел, яка перебувала під дією закляття. Та дівчина сама торкнулася намиста, тому темна магія подіяла на неї.
Вдруге Мелфой намагався виконати завдання Волдеморта, передавши Дамблдорові через Горація Слизорога отруєне вино. Та Горація пригостив цим вином Рона Візлі (його врятував безоар).
Драко Мелфой впав у відчай, коли нічого не виходило. Він визнавав, що не хоче цього чинити, та мусив продовжувати спроби, адже у нього не було іншого вибору.
Гаррі, що шпигував за Драко, помітив, як плакав Мелфой у туалеті. Після цього він вперше застосував на ньому закляття «Сектумсемпра», чим майже не вбив Мелфоя. Врятував його Снейп, що виконував обов'язок перед Нарцисою, покладений на нього закляттям Довіри.
Нарешті, після багатьох місяців тренувань, Драко вдалося скористатися вдало щезальною шафою — смертежери проникли в Гоґвортс. А Драко тим часом мав вбити Дамблдора. Директор, виснажений пошуком горокракса, не мав ні сил, ні бажання пручатися. Він зазначив лише, що Драко не схожий на вбивцю. І Драко в паніці пояснив весь свій план Дамблдорові, а також сказав, що мусить вбити директора, якщо сам хоче залишитися живим.
Проте Драко так і не став вбивцею Дамблдора. Це завдання за нього виконав Северус Снейп.

## Особливості українського перекладу персонажа в книзі
- В українському перекладі книги Драко Мелфой розмовляє суржиком.

## Вплив на популярну культуру
- Існує рок-група «Драко і Мелфої» названа на честь Драко Мелфоя.